# AMVJ Amstelveen
AMVJ Amstelveen – holenderski klub siatkarski z Amstelveen założony w 1930 roku. Uznawany za najstarszy klub siatkarski w Holandii. Współtwórca Holenderskiego Związku Piłki Siatkowej i ligowych rozgrywek w Holandii. Dziesięciokrotny mistrz Holandii, zdobywca Pucharu Holandii, srebrny medalista Pucharu Europy Mistrzów Klubowych w 1972 roku.
Do 1971 roku siedziba klubu mieściła się w Amsterdamie. W 1999 roku męska drużyna przeniosła się do Almere, gdzie odpowiedzialne za sferę finansową i organizacyjną stało się stowarzyszenie Omniworld. Od tego momentu do końca sezonu 2001/2002 zespół występował pod nazwą Omniworld/AMVJ.
W 2011 roku AMVJ połączył się z klubem Martinus, tworząc nowy klub vv AMstelveen.

## Historia
AMVJ był najstarszym klubem siatkarskim w Holandii. Powstał 9 marca 1930 roku w Amsterdamie. Współtworzył Holenderski Związek Piłki Siatkowej (Nevobo). Początkowo siedziba mieściła się w budynku w Leidsebosje w Amsterdamie. W latach 60. AMVJ przeniósł się do d'Oude Raai, później De Kleine RAI, a następnie do Apollohal (wszystkie te hale znajdowały się w Amsterdamie). W 1971 roku klub przeniósł się do Amstelveen, początkowo rozgrywając mecze w Bankrashal, a od 1986 roku w Deltalloyd Sportcentrum (nazwa tego centrum zmieniona została na Emergohal).
AMVJ w 1948 roku został pierwszym mistrzem Holandii w historii. Kolejny tytuł zdobył w sezonie 1962/1963. W 1964 roku AMVJ połączył się z klubem REVA (dwukrotnym mistrzem Holandii w latach 1960 i 1963) i od sezonu 1964/1965 do końca sezonu 1969/1970 występował pod nazwą AMVJ/RC. W tym okresie zdobył dwa mistrzostwa Holandii (w latach 1969 i 1970).
W latach 1970–1994 głównym sponsorem klubu była firma Delta Lloyd, a klub występował pod nazwą Delta Lloyd AMVJ. Był to okres największych sukcesów klubu - w tym czasie zdobył on pięć mistrzostw kraju i jeden Puchar Holandii. Zajął również 2. miejsce w Pucharze Europy Mistrzów Klubowych.
W latach 1995–1998 klub sponsorował producent napojów energetycznych Link (Link AMVJ), a w sezonie 1998/1999 - Versatel Telecom (Versatel AMVJ).
Przed sezonem 1999/2000 ze względu na złą sytuację finansową klubu AMVJ męska drużyna została przeniesiona do Almere, a za jej organizację i finansowanie zaczęło odpowiadać stowarzyszenie Omniworld. Drużyna jednak wciąż należała do klubu AMVJ ze względu na posiadaną licencję na grę w Eredivisie. W latach 1999–2002 drużyna występowała pod nazwą Omniworld/AMVJ. Swoje mecze rozgrywała w sporthal Waterwijk. W sezonie 2001/2002 drużyna ta zdobyła tytuł mistrza Holandii i zagrała w finale Pucharu Holandii. Od sezonu 2002/2003 stowarzyszenie Omniworld budowało już samodzielnie klub pod nazwą VC Omniworld, natomiast męska drużyna AMVJ występowała w niższych klasach rozgrywkowych.
15 czerwca 2011 roku AMVJ połączył się z klubem Martinus, tworząc vv AMstelveen. Od sezonu 2016/2017 klub vv AMstelveen zdecydował, iż będzie występował pod nazwą AMVJ-Martinus.

## Osiągnięcia

### AMVJ
- Mistrzostwa Holandii:
  -  1. miejsce (9x): 1948, 1963, 1969, 1970, 1971, 1972, 1973, 1980, 1989
- Puchar Holandii:
  -  1. miejsce (1x): 1977
  -  2. miejsce (2x): 1986, 1987
- Puchar Europy Mistrzów Klubowych:
  -  2. miejsce (1x): 1972

### Omniworld/AMVJ
- Mistrzostwa Holandii:
  -  1. miejsce (1x): 2002
- Puchar Holandii:
  -  2. miejsce (1x): 2002